# District de Shaharah
Pour les articles homonymes, voir Shaharah (homonymie).
Le district de Shaharah  (en arabe : شهاره) est un district du Gouvernorat d'Amran au Yémen.
En 2003, le district avait une population de 43.738 habitants. Sa capitale est Shaharah.